# 永惠桥
永惠桥，位于山西省长治市襄垣县城北门与北廓门之间的护城河甘水河上，是一座单孔石桥，已列为中华人民共和国全国重点文物保护单位。

## 历史
永惠桥建于金代。

## 保护
1996年1月12日，永惠桥公布为山西省文物保护单位，古建筑及历史纪念建筑物类。
2013年3月5日，永惠桥公布为第七批全国重点文物保护单位，古建筑类，编号7-0790-3-088，年代为金。